# Pedavegi
Pedavegi est un village du district d'Eluru dans l'État d'Andhra Pradesh en Inde, à 10 km au nord d'Eluru. Il est administré par la division des revenus d'Eluru. Pedavegi sert également de siège social au mandal de Pedavegi. La gare la plus proche est Denduluru (DEL), située à 9,15 km.

## Étymologie
Il était autrefois connu sous le nom de Vengipuram.

## Histoire

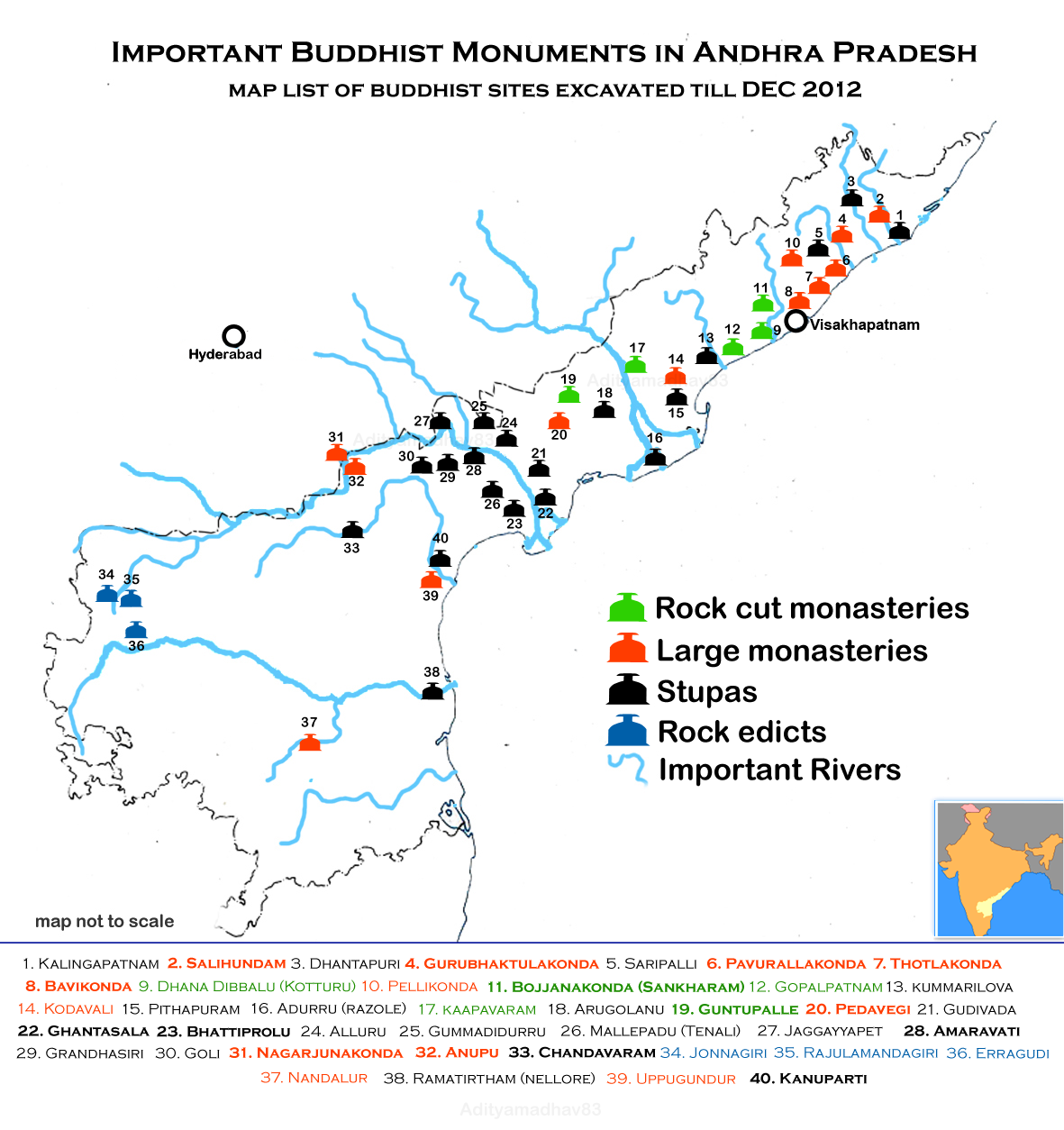
Centres bouddhistes d'Andhra Pradesh

Les Chalukyas de l'Est, ou Chalukyas de Vengi, sont une dynastie du sud de l'Inde dont le royaume est situé dans l'actuel Andhra Pradesh. Leur capitale est Vengi et leur dynastie dura environ 500 ans, du 7ème siècle jusqu'à environ 500 ans lorsque le royaume Vengi fusionna avec l'empire Chola. Le royaume Vengi continue à être gouverné par les rois Chalukyan de l'Est sous la protection de l'empire Chola jusqu'en 1189, lorsque le royaume succombe aux Hoysalas et aux Yadavas. Leur capitale est à l'origine l'actuelle Vengi (Pedavegi) du district de West Godavari, mais change ensuite pour Rajamahendravaram (Rajamundry).

## Données démographiques
En 2011, le recensement de la populatio en Inde établit que Pedavegi a une population de 11846.